# Senja Mäkitörmä

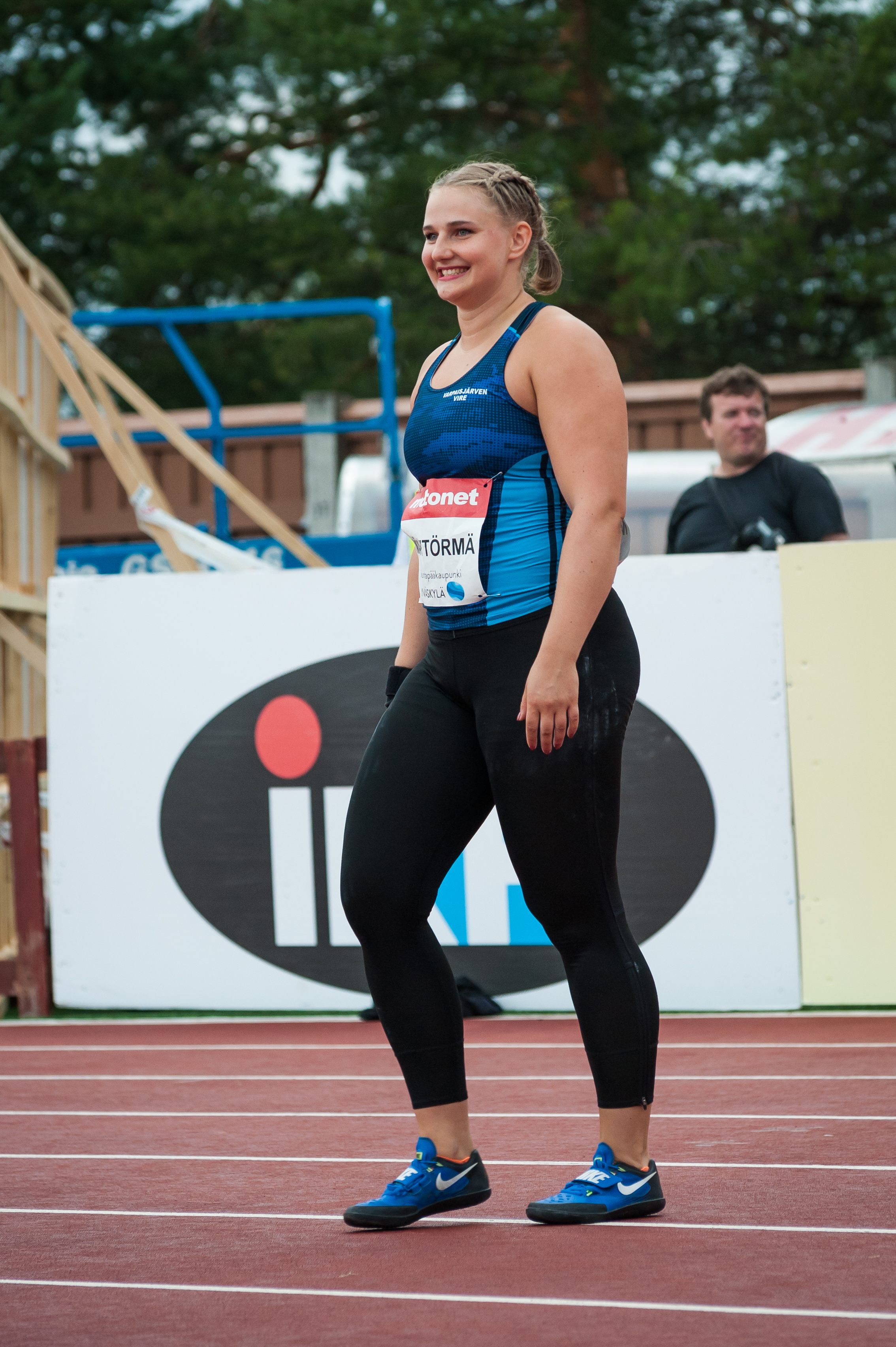
Senja Mäkitörmä bei den finnischen Meisterschaften 2018

Senja Katriina Mäkitörmä (* 31. Mai 1994 in Varpaisjärvi) ist eine finnische Leichtathletin, die sich auf das Kugelstoßen spezialisiert hat.

## Karriere
Im Jahr 2016 nahm sie an den finnischen Hallenmeisterschaften in Tampere teil und belegte am 28. Februar 2016 beim Sieg von Katri Hirvonen mit einer Weite von 14,61 Metern den dritten Platz. Damit sicherte sie sich ihre erste nationale Medaille im Erwachsenenbereich. Bei den Freiluftmeisterschaften desselben Jahres belegte sie mit einer Weite von 13,89 Metern den siebten Platz. Bei den finnischen Hallenmeisterschaften 2017, die in Jyväskylä ausgetragen wurden, konnte sie nur den sechsten Platz belegen. Im Gegensatz dazu konnte sie aber bei den Freiluftmeisterschaften überraschen. Am 21. Juli 2017 gewann sie die Qualifikation mit einer Weite von 14,80 Metern und im Finale, das am selben Tag ausgetragen wurde, musste sie sich mit einer Weite von 15,30 Metern nur Kaisa Kymäläinen geschlagen geben.
2018 vervollständigte sie ihre Medaillensammlung bei den finnischen Hallenmeisterschaften in Helsinki. Am 17. Februar 2018 gewann sie mit einer Weite von 16,27 Metern den finnischen Meistertitel im Kugelstoßen. Am 21. Juli 2018 sicherte sie sich zudem den Meistertitel im Freien. Nachdem sie bereits am Vortag die Qualifikation mit einer Weite von 15,41 Metern gewonnen hatte, gewann sie auch das Finale mit einer Weite von 16,95 Metern. Durch ihre guten Leistungen qualifizierte sie sich für die Europameisterschaften 2018 in Berlin. In der Qualifikation erreichte sie nur eine Weite von 16,04 Metern und verpasste damit das Finale.